# إيرني ستيفنسون
إيرني ستيفنسون (بالإنجليزية: Ernie Stevenson)‏ (28 ديسمبر 1923 في المملكة المتحدة - 1 يناير 1970) هو لاعب كرة قدم بريطاني (وحمل سابقاً جنسية المملكة المتحدة لبريطانيا العظمى وأيرلندا) في مركز مهاجم داخلي. لعب مع كارديف سيتي وليدز يونايتد ونادي ساوثهامبتون ووولفرهامبتون واندررز.